# André Vandewyer

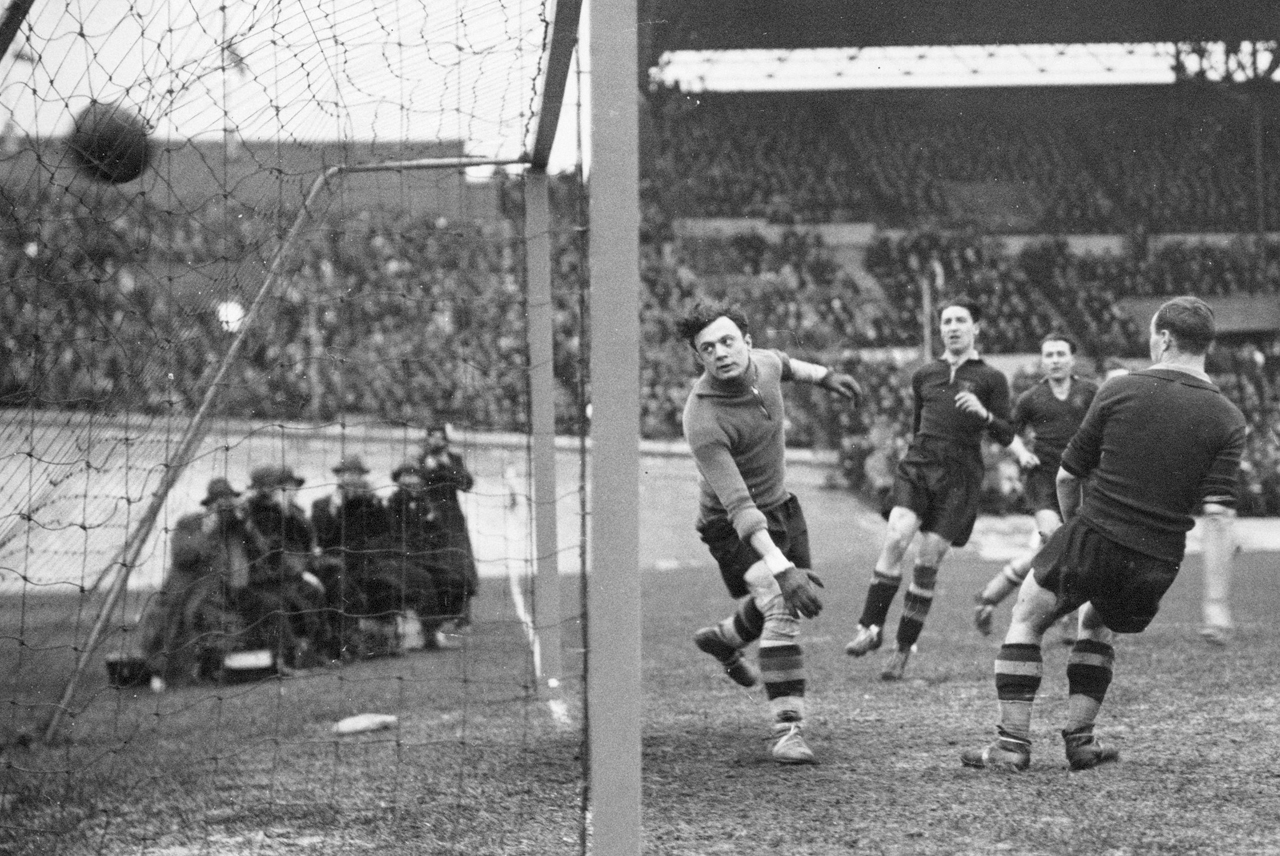
André Vandewyer

André Joseph Philibert Vandewyer (Tienen, 21 juni 1909 - Tienen, 22 oktober 1992) was een Belgisch voetballer die als doelman speelde. Hij voetbalde in Eerste klasse bij Union Sint-Gillis. Nadien werd hij voetbaltrainer en was hij bondscoach van het Belgisch voetbalelftal.

## Loopbaan

### Als doelman
Vandewyer debuteerde in 1927 op 17-jarige leeftijd in het eerste elftal van RC Tienen, dat toen in Derde klasse speelde en waar hij tussen 1927-1930 85 wedstrijden in doel stond. In 1931 werd de promotie naar Tweede klasse gevierd, maar Vandewyer was er niet bij. Hij wou transfer bekomen naar Eersteklasser Union Sint-Gillis die hem na een jaar inactiviteit dan ook liet aansluiten. Vandewyer veroverde dadelijk een vaste basisplaats en maakte deel uit van de ploeg die tussen 1933 en 1935 gedurende 60 wedstrijden ongeslagen bleef en telkens landskampioen werd. Hij bleef doelman bij Union tot in 1939 en bleef er aangesloten tot in 1941. Vandewyer besloot zijn spelerscarrière op lager niveau bij RFC Hannutois (1943-1945) en RSC Wasmes (1945-1946).In totaal speelde hij 196 wedstrijden in Eerste Klasse.
Tussen 1933 en 1935 speelde Vandewyer vijf wedstrijden voor het Belgisch voetbalelftal waarvan drie wedstrijden op het Wereldkampioenschap voetbal 1934 in Italië. Ook voor het Wereldkampioenschap voetbal 1938 in Frankrijk zat hij in de voorselectie maar hij speelde uiteindelijk niet.

### Als voetbaltrainer
In 1947 werd Vandewyer voetbaltrainer bij Union Saint-Gillis. In 1949 degradeerde hij met de ploeg naar Twee klasse maar twee jaar nadien promoveerde de ploeg terug naar Eerste klasse. Vandewyer bleef er nog tot in 1959 en eindigde met de ploeg meestal in de eerste helft van de rangschikking.
Vandewyer was tussen januari 1955 en juni 1957 eveneens bondscoach van het Belgisch voetbalelftal. Hij werd in 1955 aangesteld als voorlopige trainer na het vertrek van Doug Livingstone. Uiteindelijk bleef hij ruim twee jaar in functie.